# Coronation Ball Park
Coronation Ball Park – wielofunkcyjny stadion w The Valley na Anguilli. Jest obecnie używany głównie dla meczów krykieta, piłki nożnej, softballu oraz zawodów lekkoatletycznych.